# Tuuliset tienoot
Tuuliset Tienoot  (рус. «Ветреные пространства») — второй альбом финской поп-рок-группы Indica, выпущенный в 2005 году. Диск провёл 27 недель в финском топе 40, достигнув максимальной популярности 12 февраля 2006.

## Список композиций
1. Vuorien Taa — 3:16
2. Pidä Kädestä — 3:49
3. Tuuliset Tienoot — 3:59
4. Lapsuuden Metsä — 5:07
5. Häkkilintu — 3:21
6. Varo — 4:17
7. Niin Tuleni Teen — 3:48
8. Kummajaisten Joukko — 4:11
9. Rannalla — 5:21
10. Viimeinen Tanssi — 3:20

## Видеоклипы
- Vuorien Taa
- Pidä Kädestä

## Участники записи
- Йоханна «Йонсу» Саломаа — вокал, скрипка, гитара, клавишные
- Хейни — бас-гитара, бэк-вокал
- Сиркку — клавишные, кларнет, бэк-вокал
- Енни — гитара, бэк-вокал
- Лаура — ударные